# Tephrochlamys madagascariensis
Tephrochlamys madagascariensis är en tvåvingeart som beskrevs av Timothy M. Cogan 1971. Tephrochlamys madagascariensis ingår i släktet Tephrochlamys och familjen myllflugor. Inga underarter finns listade i Catalogue of Life.